# Jaume Cuadrat
Jaume Cuadrat i Realp (Albagés 1899 - Barcelona 1993) escritor español en catalán y francés.
Huérfano de madre, empezó a publicar gracias a su tía Rosa, la hermana de su padre. 
Estudió magisterio en Lérida y ejerció esta profesión antes de exiliarse a Francia tras la guerra civil española donde fue profesor de castellano en Niza. Colaboró además con varias revistas como Magisteri català.

## Novelas
- La semence de liberté: ou la vie d'un Instituteur espagnol parmi la misère et le fanatisme des Maragatos, 1961
- Les faux célibataires, 1962
- Sacrifiée ou la guerre civile espagnole, 1965